# Liste des maires de Loos-en-Gohelle
La liste des maires de Loos-en-Gohelle présente la liste des maires de la commune française de Loos-en-Gohelle, située dans le département du Pas-de-Calais en région Hauts-de-France (Nord-Pas-de-Calais jusqu'en 2015).

## Liste des maires

### Entre 1790 et 1944
| Période   | Période       | Identité                    | Étiquette | Qualité                                            |
| --------- | ------------- | --------------------------- | --------- | -------------------------------------------------- |
| 1790      |               | Jean-Baptiste Roussel       |           |                                                    |
| 1792      |               | Hygeni Roussel              |           |                                                    |
| août 1795 |               | Jean-François Detourmignies |           |                                                    |
| 1795      |               | Jean-Baptiste Roussel       |           |                                                    |
| an XI     |               | Télesphore Petit            |           |                                                    |
| 1816      |               | Jean-Baptiste Roussel       |           |                                                    |
| 1817      |               | Germain Lefebvre            |           |                                                    |
| 1828      |               | Alexandre Maniez            |           |                                                    |
| 1859      |               | Maximilien Toulouse         |           |                                                    |
| 1865      |               | Adrien Lefebvre             |           |                                                    |
| 1872      |               | Étienne Guillemant          |           |                                                    |
| 1878      |               | J.-Ph Carpentier            |           |                                                    |
| 1882      |               | Alexandre Petit             |           |                                                    |
| 1892      |               | Eugène Caron                |           |                                                    |
| 1908      |               | Louis Hay                   |           |                                                    |
| 1909      |               | Valentin Grard              |           |                                                    |
| 1912      |               | Philippe Berthe             |           |                                                    |
| 1919      |               | Fortuné Caron               |           |                                                    |
| mai 1925  | novembre 1926 | Léopold Landy               | SFIO      | Entrepreneur de travaux publics Décédé en fonction |
| 1927      | 1940          | Jean Caron                  | SFIO      | Ouvrier mineur                                     |
| 1940      | 1944          | Gustave Demonchaux          |           |                                                    |

### Depuis 1944
| Période    | Période                    | Identité              | Étiquette    | Qualité |
| ---------- | -------------------------- | --------------------- | ------------ | --- |
| 1944       | 1947                       | Maurice Delbarre      |              | |
| 1947       | 1967                       | Omer Caron            |              | Employé SNCF |
| 1967       | 1972                       | Voltaire Leclercq     | SFIO puis PS | |
| 1972       | mars 1977                  | Louis Duvauchelle     | PS           | |
| mars 1977  | mars 2001                  | Marcel Caron,         | PS           | Ouvrier typographe Chevalier des Palmes académiques                                                                                |
| mars 2001  | avril 2023                 | Jean-François Caron , | EÉLV         | Kinésithérapeute, sportif de haut niveau, fils du précédent Conseiller régional du Nord-Pas-de-Calais (1992 → 2015) Démissionnaire |
| avril 2023 | En cours (au 2 avril 2022) | Geoffrey Mathon       |              | Ancien directeur général des services de Loos-en-Gohelle                                                                           |